# بطولة تايلاند المفتوحة
بطولة تايلاند المفتوحة (بالإنجليزية: Thailand Open)‏ هي بطولة تنس للمحترفين تقام في مدينة بانكوك التايلاندية على الأراضي الصلبة, وقد بدأت البطولة في عام 2003 واستمرت حتى الآن , ويذكر أن البطولة هي من ضمن فئة 250 نقطة في رابطة محترفي كرة المضرب.